# Ultimate Chicken Horse
Ultimate Chicken Horse es un videojuego multijugador y cooperativo de plataformas desarrollado y distribuido por Clever Endeavour Games y lanzado el 4 de marzo de 2016, para los sistemas operativos Microsoft Windows, Mac OS X y Linux. Su lanzamiento en Nintendo Switch, PS4 y Xbox One fue anunciado para mediados de 2017.

## Jugabilidad
Durante cada turno, los jugadores colocan bloques, trampas y proyectiles antes de empezar el nivel intentando que sea muy difícil de completar para sus rivales, pero lo suficiente fácil para ellos. Los jugadores ganan puntos al alcanzar el final del nivel, por ser los únicos en llegar, por alcanzar la meta de primero, por colocar trampas que detuvieron a otros jugadores o por recoger monedas colocadas por otros jugadores y llevarlas hasta la meta. Si todos los jugadores alcanzan el final del nivel, nadie recibe puntos. Existen diez personajes para escoger: un caballo, una gallina, un mapache, una oveja, una ardilla, un camaleón, un conejo robot, un elefante, un mono, una serpiente, un hipopótamo y una tortuga.

## Recepción
Taylor Hidalgo, de la revista de videojuegos The Escapist, le otorgó al juego una calificación de 3.5/5, señalando que «Ultimate Chicken Horse hace todo lo que intenta hacer muy bien, pero unos pocos detalles lo alejan de la grandeza», y recomendando que debería tener una mejor guía para la construcción de niveles, especialmente para nuevos jugadores. Brash Games le otorgó al juego una calificación de 8/10, describiéndolo como «un juego extrañamente entretenido». «Uno que no aparenta ser mucho al comienzo, pero una vez que te adentras en él es adictivo, divertido y exasperante al mismo tiempo». El juego goza de una evaluación muy positiva en Steam.

## Premios
| Año  | Premios                             | Categoría                       | Resultado | Ref.   |
| ---- | ----------------------------------- | ------------------------------- | --------- | ------ |
| 2015 | Boston Festival of Indie Games 2015 | Audience Choice                 | Ganador   | [ 5 ]  |
| 2015 | Boston Festival of Indie Games 2015 | Mejor Innovación de Jugabilidad | Ganador   | [ 5 ]  |
| 2015 | Indie Megabooth 2015                | Selección Pax Prime             | Ganador   | [ 5 ]  |
| 2016 | Canadian Video Game Awards 2016     | Mejor Diseño de Juego           | Nominado  | [ 9 ]  |
| 2017 | Independent Games Festival 2017     | Excelencia en Diseño            | Nominado  | [ 10 ] |